# Rhipidura diluta
Rhipidura diluta е вид птица от семейство Rhipiduridae.

## Разпространение
Видът е разпространен в Индонезия.